# Telipogon williamsii
Telipogon williamsii är en orkidéart som beskrevs av Pedro Ortiz Valdivieso. Telipogon williamsii ingår i släktet Telipogon och familjen orkidéer. Inga underarter finns listade i Catalogue of Life.